# Teratopithecus
Teratopithecus — це вимерлий рід нотоунгулят, який потенційно належить до підряду Typotheria. Він жив під час раннього еоцену, і його скам'янілі останки були виявлені в Південній Америці.

## Опис
Ця тварина була схожа на гризуна середнього розміру, з досить масивним, коротким і компактним черепом. Teratopithecus мав декілька подібностей зі своїм більш відомим родичем археопітеком, наприклад премоляри та моляри з майже високою коронкою (гіпсодонти), на відміну від більшості інших нотунгулятів раннього еоцену.

## Класифікація
Teratopithecus elpidophoros, єдиний відомий вид із цього роду, був вперше описаний у 2020 році на основі викопних останків, виявлених поблизу населених пунктів Пасо-дель-Сапо, Лас-Віолетас і Каньядон Вака в аргентинській Патагонії.
Teratopithecus був архаїчним представником підряду Typotheria, групи нотоунгулятних, подібних до сучасних даманів або гризунів. Teratopithecus був споріднений Archaeopithecus, дещо пізнішому роду, являючись єдиними представниками родини Archaeopithecidae, які характеризуються високо-коронковими молярами.